# Equazione di Bernoulli instazionaria
In fluidodinamica, e in particolare nell'ambito del moto a potenziale può talvolta essere utile generalizzare la famosa equazione di Bernoulli per il caso di flusso non stazionario.
L'Equazione di Eulero per un fluido incomprimibile si riduce a:
{\displaystyle \rho {\frac {D^{2}{\vec {r}}}{Dt^{2}}}=-\nabla p+\rho {\textbf {g}}\ \ ,}
dove {\displaystyle \rho } è la densità del fluido, {\displaystyle {\frac {D^{2}{\vec {r}}}{Dt^{2}}}} è la sua
accelerazione, {\displaystyle p} è la pressione, {\displaystyle {\textbf {g}}} è il vettore accelerazione di
gravità. La derivata materiale a primo membro è esprimibile come:
{\displaystyle {\frac {D^{2}{\vec {r}}}{Dt^{2}}}={\frac {\partial }{\partial t}}{\frac {D{\vec {r}}}{Dt}}+({\frac {D{\vec {r}}}{Dt}}\cdot \nabla ){\frac {D{\vec {r}}}{Dt}}={\frac {\partial }{\partial t}}{\frac {D{\vec {r}}}{Dt}}+{\frac {1}{2}}\nabla \left({\frac {D{\vec {r}}}{Dt}}\right)^{2}-{\frac {D{\vec {r}}}{Dt}}\times (\nabla \times {\frac {D{\vec {r}}}{Dt}})\ \ .}
Introducendo ora l'ipotesi di flusso irrotazionale
{\displaystyle (\nabla \times {\frac {D{\vec {r}}}{Dt}}=0)} si avrà:
{\displaystyle {\frac {D^{2}{\vec {r}}}{Dt^{2}}}={\frac {\partial }{\partial t}}{\frac {D{\vec {r}}}{Dt}}+{\frac {1}{2}}\nabla \left({\frac {D{\vec {r}}}{Dt}}\right)^{2}\ \ .}
Sempre grazie alla condizione di irrotazionalità, la velocità è esprimibile come {\displaystyle {\frac {D{\vec {r}}}{Dt}}=\nabla \Phi }, dove la funzione scalare {\displaystyle \Phi } è detta potenziale di velocità. Quindi avremo:
{\displaystyle {\frac {D^{2}{\vec {r}}}{Dt^{2}}}={\frac {\partial \nabla \Phi }{\partial t}}+\nabla \left({\frac {|\nabla \Phi |^{2}}{2}}\right)\ \ .}
Sostituendo ora quanto ottenuto all'interno dell'equazione di Eulero otterremo:
{\displaystyle \rho \left[{\frac {\partial \nabla \Phi }{\partial t}}+\nabla \left({\frac {|\nabla \Phi |^{2}}{2}}\right)\right]=-\nabla p+\rho {\textbf {g}}\ \ ,}
da cui, essendo {\displaystyle {\textbf {g}}=-g{\textbf {e}}_{z}}:
{\displaystyle \nabla \left[\rho {\frac {\partial \Phi }{\partial t}}+{\frac {1}{2}}\rho {|\nabla \Phi |^{2}}+p+\rho {\textbf {g}}z\right]=0\ \ .}
Si ottiene infine:
{\displaystyle \rho {\frac {\partial \Phi }{\partial t}}+{\frac {1}{2}}\rho {|\nabla \Phi |^{2}}+p+\rho {\textbf {g}}z=F(t)\ \ ,}
che è l'equazione di Bernoulli per flusso newtoniano, incomprimibile, non viscoso (ed in generale non stazionario) espressa in termini del potenziale di velocità {\displaystyle \Phi }, mentre {\displaystyle F(t)} è una generica funzione del tempo. Senza perdere di generalità, è comunque possibile porre {\displaystyle F(t)=cost.}